# Соловейко білохвостий
Солове́йко білохвостий (Calliope pectoralis) — вид горобцеподібних птахів родини мухоловкових (Muscicapidae). Мешкає в Гімалаях і горах Центральної Азії.

## Опис

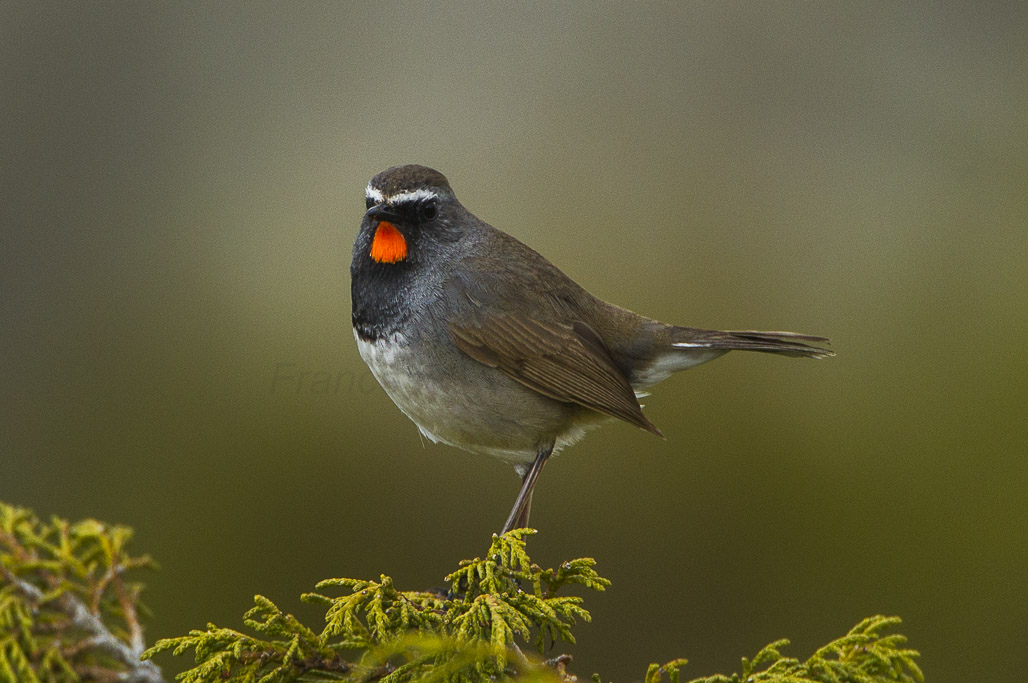
Самець білохвостого соловейка (підвид C. p. ballioni, Казахстан)

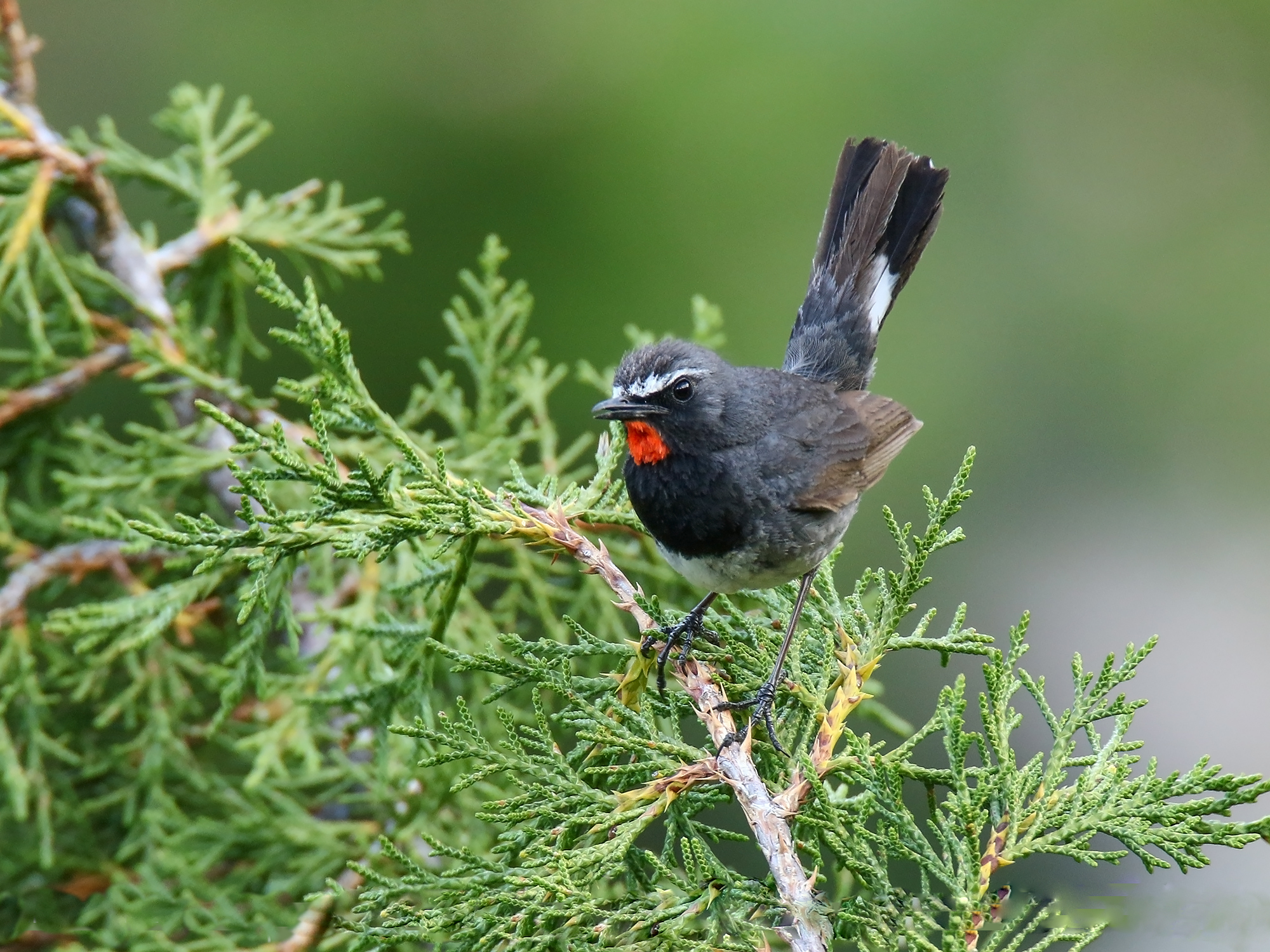
Самець білохвостого соловейка (Пакистан)

Довжина птаха становить 12-14 см. У самців верхня частина тіла темно-сірувато-коричнева, лоб і "брови" над очима у них білі. Крила коричнюваті, хвіст чорнуватий, стернові пера біля основи і на кінці білі. Горло і груди чорні, на підборідді і центральній частині горла червона пляма. Пера на грудях мають вузькі сірі краї. Живіт і гузка білі. Самиці мають більш тьмяне забарвлення, верхня частина тіла у них бурувато-сіра, "брови" менш чіткі, нижня частина тіла чорнувата. Центральна частина горла білувата, у східних популяцій під дзьобом білі "вуса".
Самці підвиду C. p. ballioni є блідішими, ніж самці номінативного підвиду. У самців підвиду C. p. confusa верхня частина тіла більш чорна, лоб білий. Візерунок обличчя у них більш схожий на візерунок обличчя червоногорлого соловейка — над очима тонкі білі "брови". що не поєднуються на лобі, а на щоках помітні білі "вуса".

## Підвиди
Виділяють три підвиди:
- C. p. ballioni (Severtsov, 1873) — гори в Центральній Азії і на північному заході Афганістану (Тянь-Шань, Памір);
- C. p. pectoralis Gould, 1837 — Гімалаї (від північного Пакистану до Непалу);
- C. p. confusa (Hartert, EJO, 1910) — східні Гімалаї (східний Непал, Сіккім, Бутан, Ассам).

Біловусий соловейко раніше вважався підвидом білохвостого соловейка, однак був визнаний окремим видом.

## Поширення і екологія
Білохвості соловейки гніздяться в горах Китаю, Казахстану, Киргизстану, Таджикистану, Узбекистану, Афганістану, Пакистану, Індії, Непалу і Бутану. Взимку вони мігрують на південь. Білохвості соловейки живуть у високогірних чагарникових заростях і на високогірних луках. Зустрічаються поодинці або парами, на висоті від 2600 до 4800 м над рівнем моря. Живляться дрібними комахами. зокрема жуками і мурахами, влітку часто гусінню, іноді також павуками та іншими безхребетними. В Центральній Азії гніздяться з травня по липень, на решті ареалу з травня по серпень. Гніздяться в чагарниках. Гніздо кулеподібне з бічним входом, однак іноді може мати також відкриту чашеподібну форму. В кладці від 4 до 6 синьо-зелених  яєць, поцяткованих іржастими плямками. Насиджують переважно самиці, за пташенятами доглядають і самиці, і самці. Інкубаційний період триває 14 днів, пташенята покидають гніздо через 16 днів після вилуплення.